# Habenaria amalfitana
Habenaria amalfitana là một loài thực vật có hoa trong họ Lan. Loài này được F.Lehm. & Kraenzl. mô tả khoa học đầu tiên năm 1893.